# Ophrys vetula
Ophrys vetula är en orkidéart som beskrevs av Joseph Antoine Risso. Ophrys vetula ingår i ofryssläktet, och familjen orkidéer. Inga underarter finns listade i Catalogue of Life.

## Bildgalleri

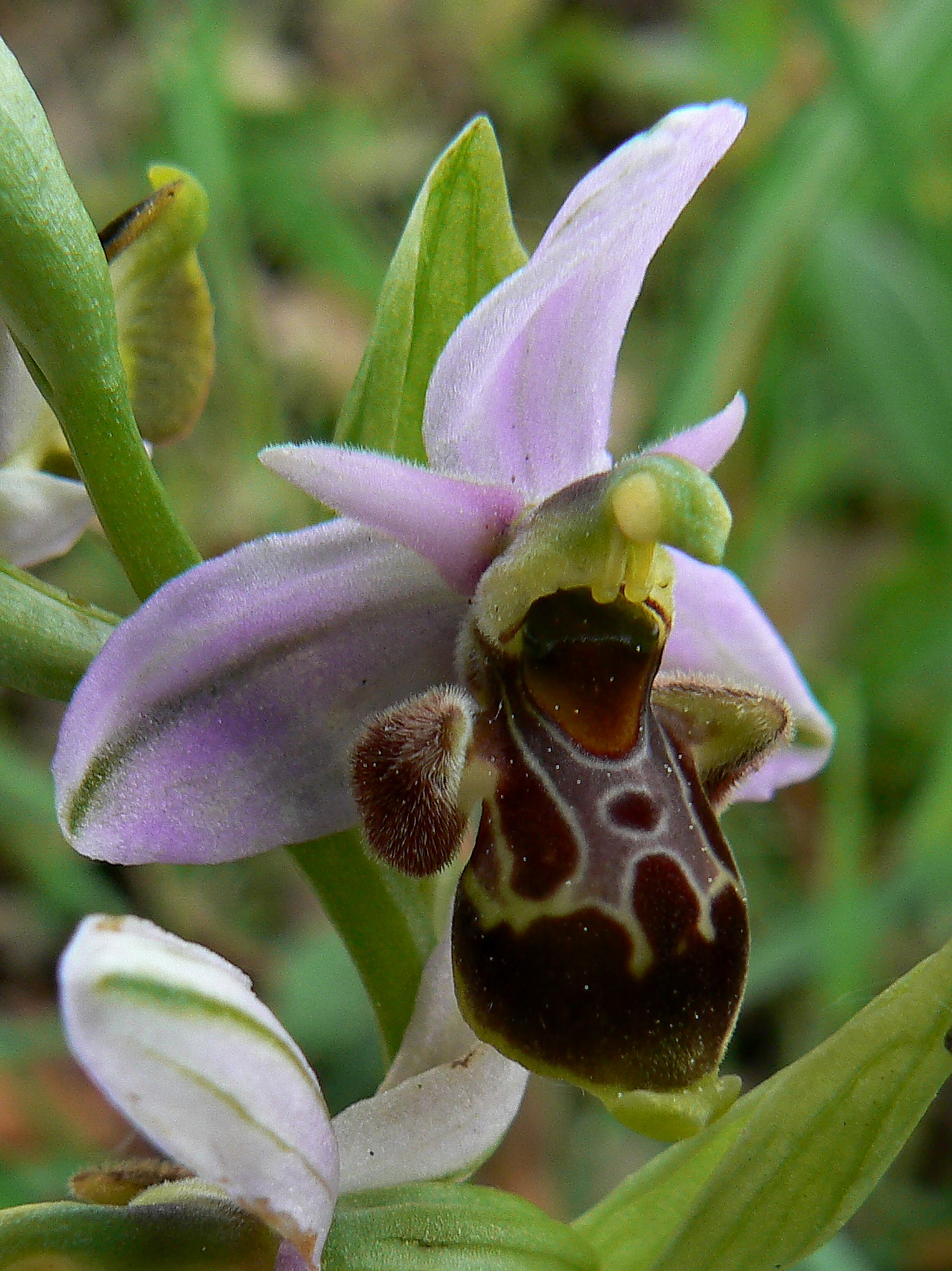
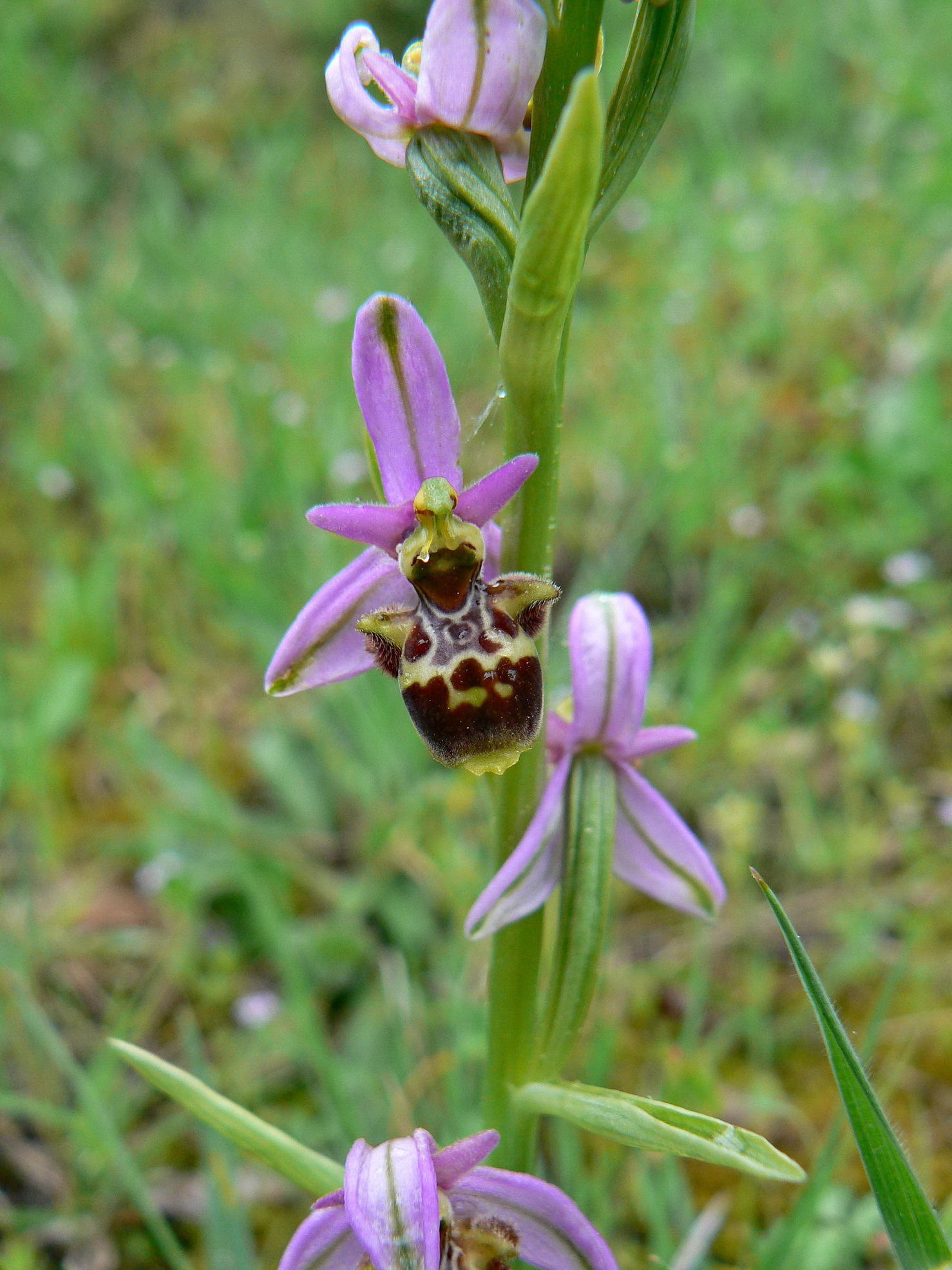
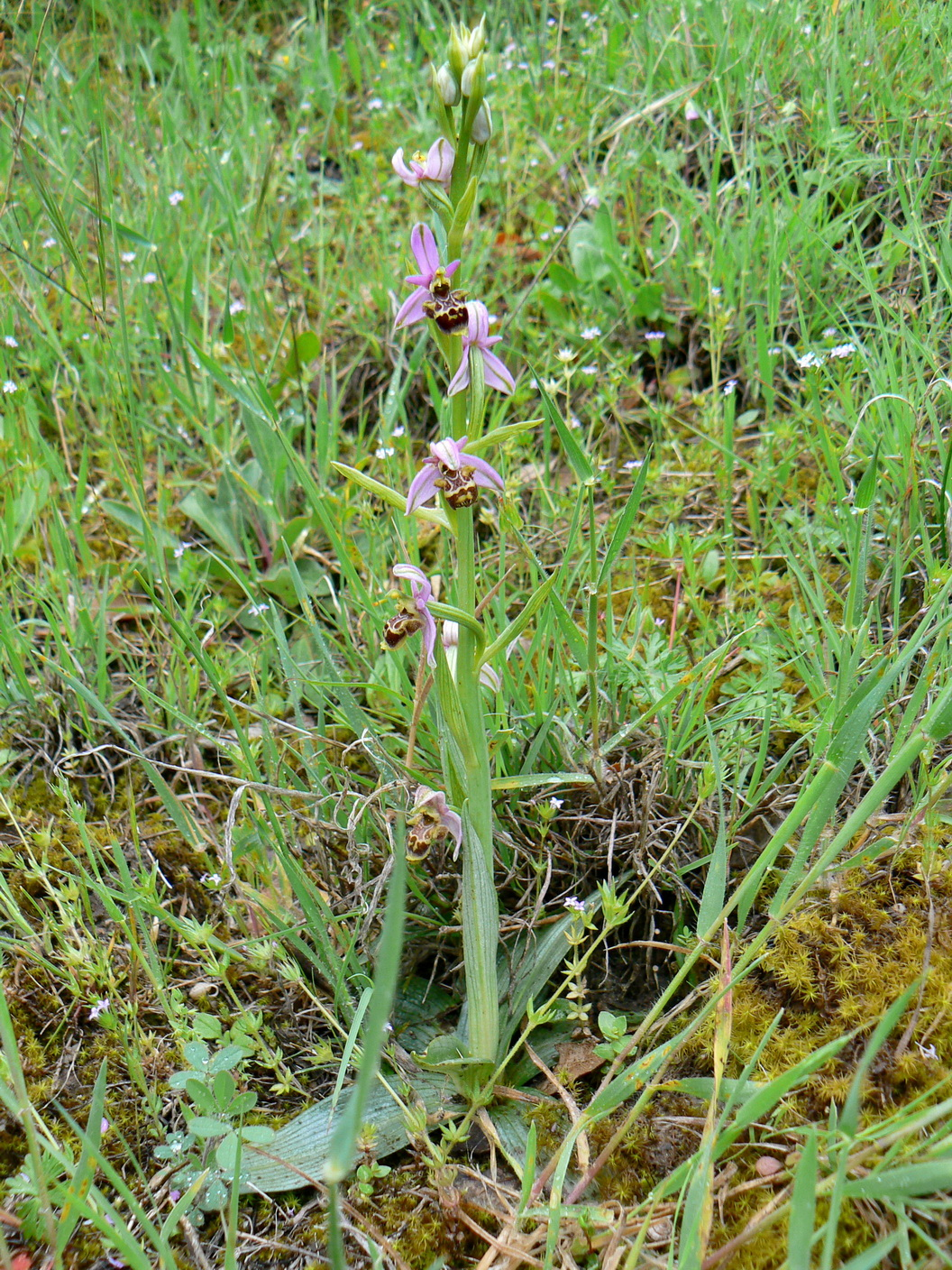